# Hadena lowei
Hadena lowei är en fjärilsart som beskrevs av Tutt 1898. Hadena lowei ingår i släktet Hadena och familjen nattflyn. Inga underarter finns listade i Catalogue of Life.